# Dzisna (jezioro)
Dzisna (lit. Dysnai) – drugie pod względem powierzchni jezioro na Litwie, położone w regionie Auksztoty, w gminie Ignalino, 3 km na południe od miasta Dukszty. Z jeziora wypływa rzeka Dzisna.